# ブライアン・ケラー
ブライアン・ケラー（Brian Keller, 1994年6月21日 - ）は、アメリカ合衆国ウィスコンシン州ジャーマンタウン出身のプロ野球選手（投手）。右投右打。

## 経歴

### プロ入りとヤンキース傘下時代
2016年のMLBドラフト39巡目でニューヨーク・ヤンキースから指名を受けてプロ入りを果たした。

### レッドソックス傘下時代
2021年12月8日にルール・ファイブ・ドラフトで、ボストン・レッドソックスに移籍した。
2022年は3A・ウースターで主に先発として31試合に登板。6勝5敗、防御率3.27の成績を残した。

### 阪神時代
2022年12月14日、NPBの阪神タイガースと2023年シーズンの契約を結んだことを発表した。推定年俸は60万ドル（8100万円から8400万円）。背番号は24。しかし、シーズンでは一度も登板がなく、6月14日には右肘のドクターチェックを受けるためすでに一時帰国していたことが判明。同19日に再来日したが、その後も一軍での登板はなく、7月25日に自由契約となった。

## 投球スタイル
スリークォーター気味のフォームから150km/h台中盤の直球を軸に、カーブ、カットボール、チェンジアップなどの多彩な変化球を操る。阪神タイガースの監督である岡田彰布は「コントロールええよ」と獲得段階では制球力の高さも評価していた。

## 詳細情報

### 年度別投手記録
- 一軍公式戦出場なし

### 背番号
- 24（2023年 - 同年7月25日）